# Axiocteta subuniformis
Axiocteta subuniformis är en fjärilsart som beskrevs av Rothschild 1916. Axiocteta subuniformis ingår i släktet Axiocteta och familjen nattflyn. Inga underarter finns listade i Catalogue of Life.